# Auxvasse
La ville de Auxvasse est située dans le comté de Callaway, dans le centre de l'État du Missouri, aux États-Unis.

## Géographie
La ville de Auxvasse est située au centre de l'État du Missouri, à une trentaine de kilomètres à l'Est de la ville de Columbia et à une cinquantaine de kilomètres au Nord de la ville de Jefferson City. Elle est traversée par la rivière Auxvasse un affluent de la rivière Missouri.

## Histoire
La localité doit son nom au cours d'eau qui la traverse, la rivière Auxvasse. Cette dernière fut dénommée ainsi, à l'époque de la Louisiane française, par les trappeurs et coureurs des bois français et Canadiens-français qui arpentaient la région et constatèrent la présence de vase dans cette rivière.